# Чарівна гавань
Націона́льний приро́дний парк «Чарі́вна га́вань» — природоохоронна територія на території Чорноморського району Автономної Республіки Крим.

## Історія
Восени 2006 року Республіканський комітет з охорони навколишнього природного середовища АРК заявив про намір ініціювати включення в Державну програму розвитку природно-заповідної справи в Україні до 2020 року проєкт створення національного природного парку на території Тарханкутського півострова. Під національний парк на Тарханкуті пропонувалося відвести 6270 га. У лютому 2007 року Верховна Рада Криму доручила Раді міністрів АРК до березня завершити підготовчі роботи із створення Тарханкутського національного парку.
Природний парк створено 11 грудня 2009 року згідно з указом президента України Віктора Ющенка з метою збереження, відтворення і раціонального використання типових та унікальних степових та приморських природних комплексів і об'єктів північно-західного узбережжя Чорного моря, що мають важливе природоохоронне, наукове, естетичне, рекреаційне та оздоровче значення.
До території національного природного парку «Чарівна гавань» погоджено в установленому порядку включення 10900 гектарів земель, у тому числі 6150 гектарів земель державної власності (запас), які надаються національному природному парку в постійне користування, та 4750 гектарів земель, що включаються до складу національного природного парку без вилучення, згідно з додатком.
З 2014 року територія національного природного парку перебуває під тимчасовою окупацією Російської Федерації.

## Процес створення
Згідно з указом президента Кабінет Міністрів України повинен забезпечити:
1. 1. вирішення питання щодо утворення адміністрації національного природного парку «Чарівна гавань» та забезпечення її функціонування;
  2. затвердження у шестимісячний строк у встановленому порядку Положення про національний природний парк «Чарівна гавань»;
  3. підготовку протягом 2010—2012 років матеріалів та вирішення відповідно до законодавства питань щодо надання у постійне користування національному природному парку «Чарівна гавань» 6150 гектарів земель, а також розроблення проєкту землеустрою щодо відведення земельних ділянок і проєкту землеустрою з організації та встановлення меж території національного природного парку, отримання державних актів на право постійного користування земельними ділянками;
  4. розроблення протягом 2010—2012 років та затвердження в установленому порядку Проєкту організації території національного природного парку «Чарівна гавань», охорони, відтворення та рекреаційного використання його природних комплексів і об'єктів;
2. передбачати під час доопрацювання проєкту Закону України «Про Державний бюджет України на 2010 рік» та підготовки проєктів законів про Державний бюджет України на наступні роки кошти, необхідні для функціонування національного природного парку «Чарівна гавань».

### Території ПЗФ, що входять до складу НПП
Нерідко, оголошенню національного парку або заповідника передує створення одного або кількох об'єктів природно-заповідного фонду місцевого значення. В результаті, великий РЛП фактично поглинає раніше створені ПЗФ. Проте їхній статус зазвичай зберігають.
До складу території національного природного парку «Чарівна гавань» входять такі об'єкти ПЗФ України:
- Заповідне урочище місцевого значення «Балка Великий Кастель»
- Заповідне урочище місцевого значення «Атлеш»
- Ландшафтний заказник місцевого значення «Джангульське зсувне узбережжя»

## Галерея

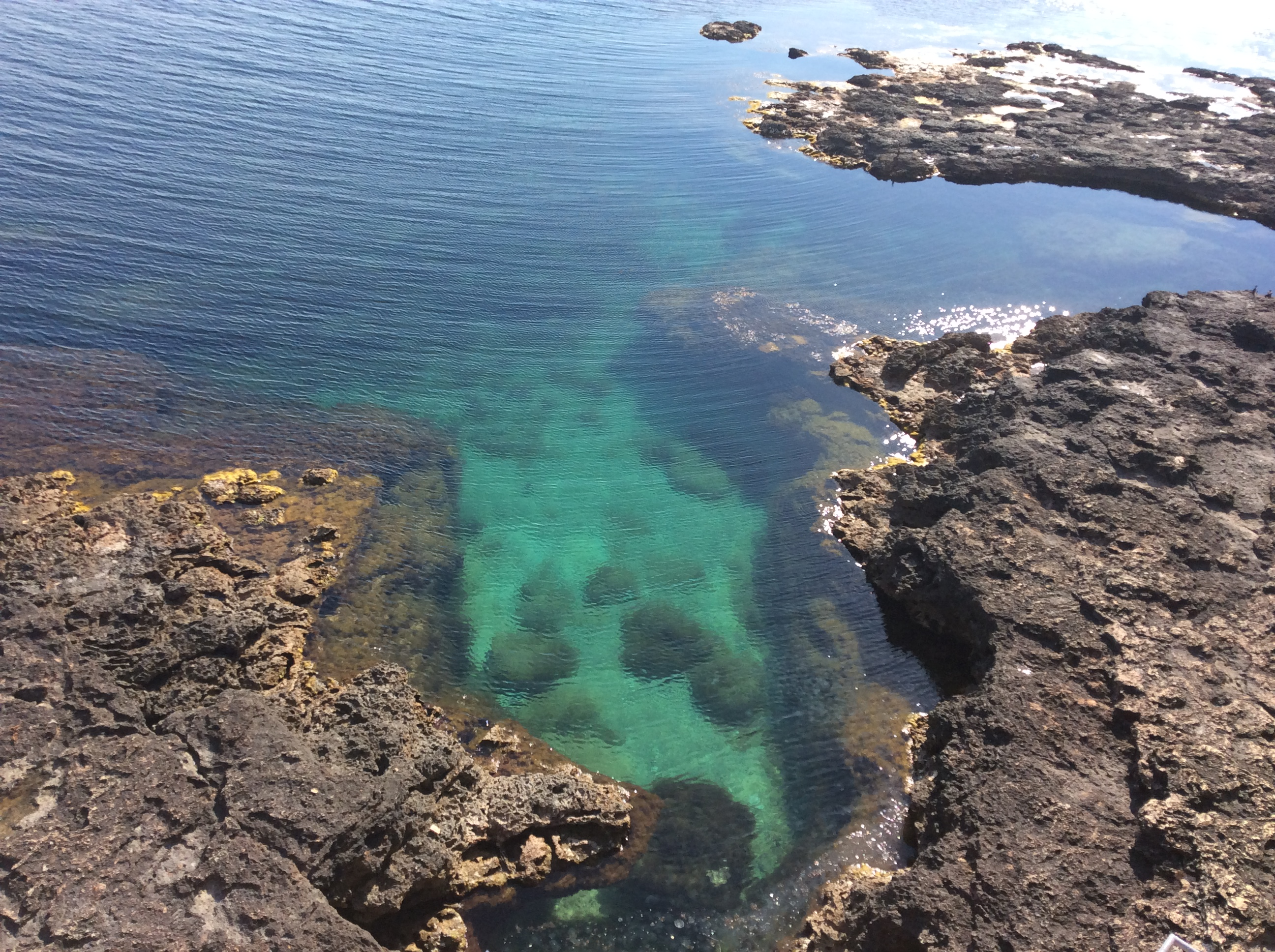
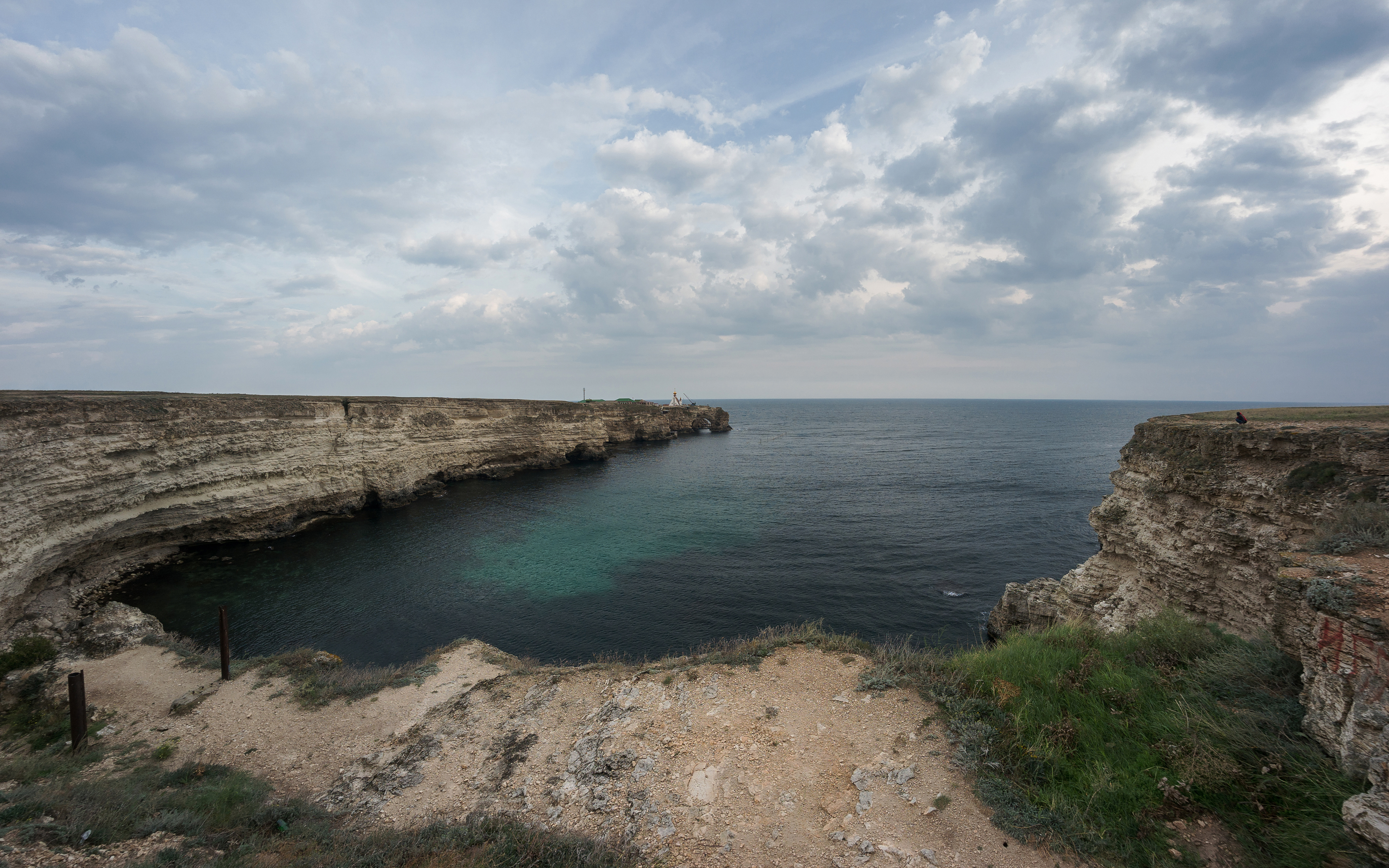
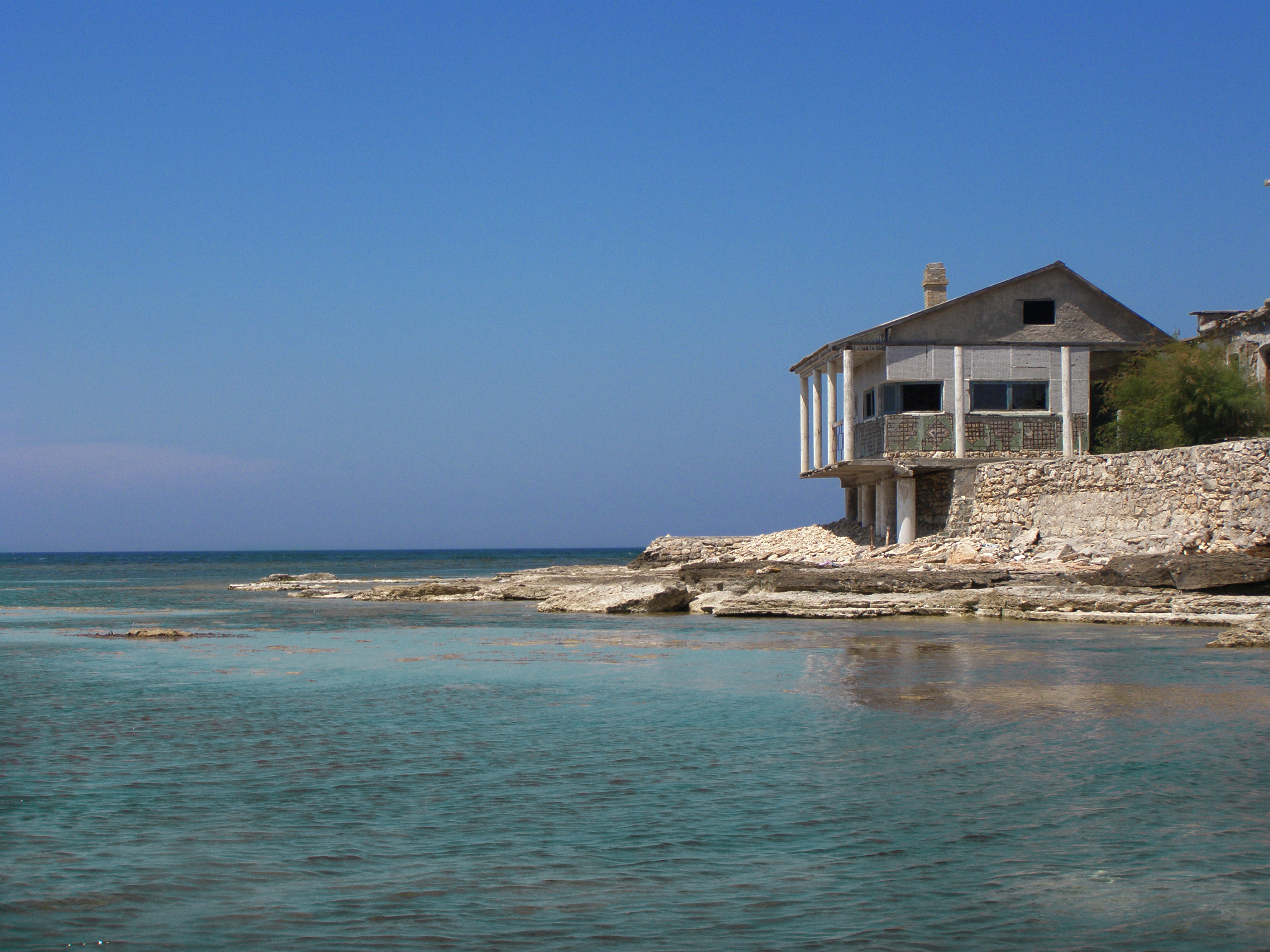
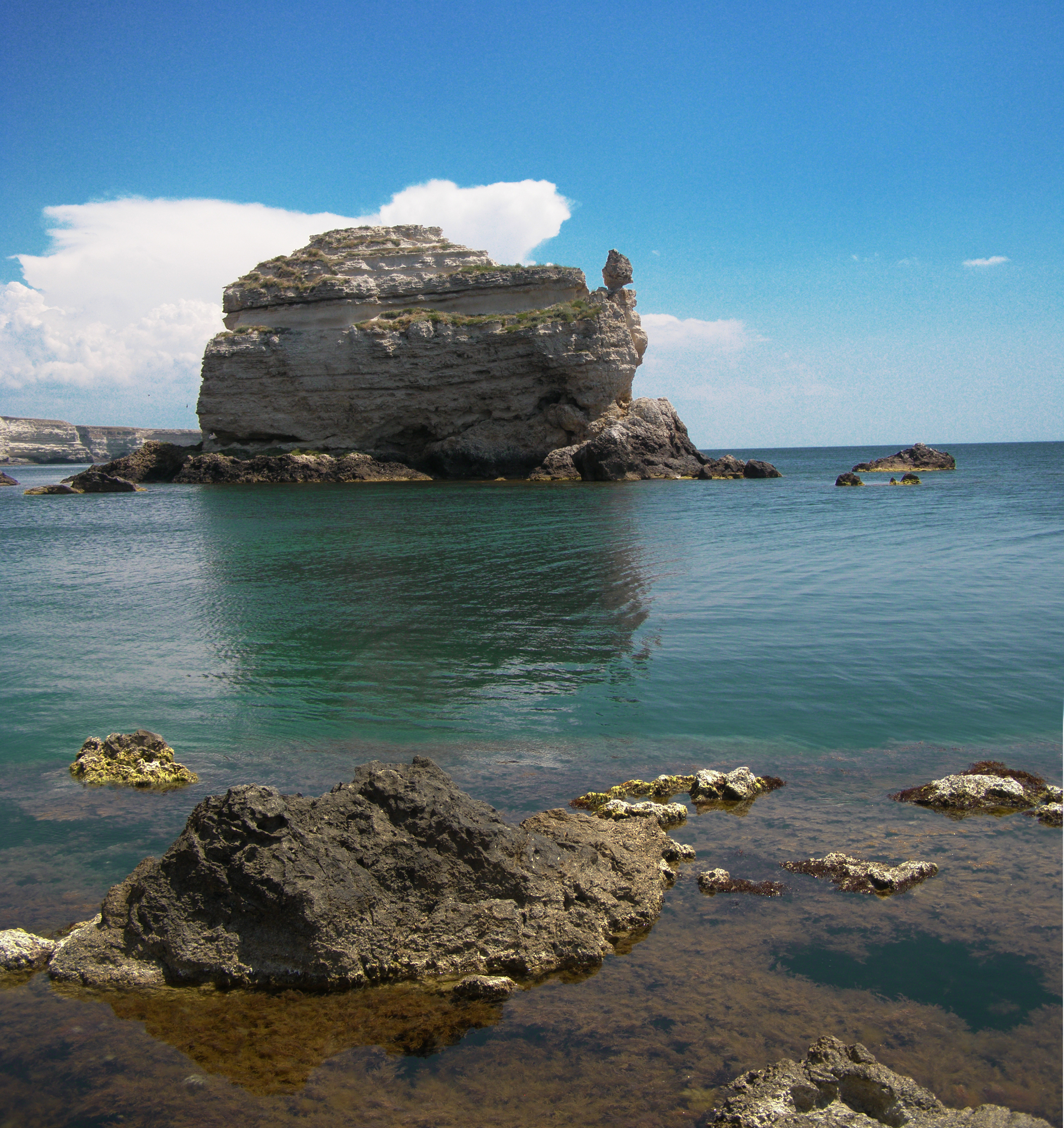

## Ресурси Інтернету
- [Архівовано 25 листопада 2020 у Wayback Machine.]
- Текст закону на вебсайті Верховної Ради України [Архівовано 7 березня 2022 у Wayback Machine.]
- ПЕРЛИНИ ПРИЧОРНОМОР'Я З серії «Новий злет природно-заповідної справи в Україні» [Архівовано 1 березня 2019 у Wayback Machine.]
- ПЗФ України [Архівовано 12 травня 2014 у Wayback Machine.]